# Цыганок, Василий Иванович
Васи́лий Ива́нович Цыгано́к (21 июня (4 июля) 1911 Голодаевка, область Войска Донского — 21 февраля 1993, Куйбышево, Ростовская область) — комбайнёр Куйбышевской МТС Ростовской области. Герой Социалистического Труда (21.05.1952).

## Биография
В 1911 году в селе в слободе Голодаевка Ростовской области родился Василий Цыганок.
Проучившись четыре класса в сельской школе, Василий Иванович начал самостоятельный трудовой путь. В 1930 году вместе с матерью стал членом сельхозартели «Красная поляна». Позже успешно окончил курсы механизатора и сел за штурвал комбайна (в 1936 году).
27 ноября 1941 года сержант Василий ЦЫГАНОК в бою за освобождение г. Ростова-на-Дону (остров Зелёный) одним из первых в стрелковом взводе повёл товарищей в атаку. Получив ранение в ногу, продолжал выполнять приказ — командир стрелкового отделения 230-го конвойного полка НКВД.
Был одним из первых в районе, кто предложил организовать работу механизаторов по звеньям. Такой подход к труду комбайнёра дал положительный экономический эффект. В 1951 году за 25 рабочих дней в сцепе двух комбайнов «Сталинец-6» намолотил 12830 центнеров зерновых культур.
Указом от 21 мая 1952 года за высокие достижения на обмолоте зерновых был удостоен звания Герой Социалистического Труда.
В 1954 году стал бригадиром тракторной бригады колхоза «Украина» Куйбышевского района Ростовской области.
В 1970-е годы ушёл на заслуженный отдых. Жил в селе Куйбышево. Умер 21 февраля 1993 года и похоронен на местном кладбище.

## Награды
Имеет следующие награды, за трудовые и боевые успехи:
- Герой Социалистического Труда (21.05.1952);
- Орден Ленина (21.05.1952);
- Орден Ленина (07.12.1973);
- Орден Отечественной войны II степени (06.11.1985)
- Орден Отечественной войны II степени (06.11.1990)
- Орден Трудового Красного Знамени (08.09.1953).